# Савез хокеја на леду Турске
Хокејашки савез Турске (тур. Türkiye Buz Hokeyi Federasyonu, TBHF) кровна је спортска организација задужена за хокеј на леду на подручју Републике Турске.
Савез је основан почетком 1991. као Федерација зимских спортова Турске (тур. Türkiye Buz Sporları Federasyonu, TBSF), а пуноправни је члан Светске хокејашке федерације од 1. маја 1991. године. 
ТБХФ је задужен за организацију неколико клупских лигашких такмичења у земљи као и за као и за рад сениорских и јуниорских националних селекција у обе конкуренције. 

## Историја хокеја у Турској
Хокеј на леду у Турској почиње да се игра релативно касно, тек почетком осамдесетих година прошлог века на два клизалишта са природним ледом у Анкари и Истанбулу. Први хокејашки меч је одигран 9. јануара 1988. на клизалишту Ататурк у Анкари између екипа из два највећа турска града Анкаре и Истанбула. Занимљиво је да је екипу из Истанбула као тренер предводио Синиша Томић из Југославије. 
Први терен за хокеј олимпијских димензија (Buz Pateni Sarayı) отворен је у фебруару 1989. у Анкари, а нешто касније исте године основана је и прва школа за хокеј на леду. 
Прво национално првенство одржано је у јануару 1990. уз учешће 4 клуба (по два из Анкаре и Истанбула), а организација истог је поверена Турској скијашкој федерацији. 
Већ почетком наредне године основан је и Турски савез зимских спортова који је био задужен за промоцију и развој хокеја и клизања на леду. Почетком маја исте године, Турски савез постаје пуноправним чланом ИИХФ-а, а оформљена је и мушка сениорска репрезентација која је на међународној сцени дебитовала на такмичењу за Светско првенство групе Ц 1992. године. 
Прва лига у хокеју на леду у Турској игра се од 1993. године. 

## Савез у бројкама
Према подацима ИИХФ-а (из 2013) на подручју Републике Турске регистровано је укупно 1.395 играча, а од тог броја чак 455 су жене. Савез делегира укупно 187 лиценцираних судија за овај спорт. У земљи постоји 8 затворених и 20 отворених терена за хокеј на леду. 

## Хокејашка такмичења
Хокејашки савез Турске организује лигашка такмичења у мушкој и женској конкуренцији. У мушкој конкуренцији то су Премијер и Прва лига (за сениоре), те Прва лига за жене, као и неколико лигашких такмичења за млађе категорије. 
Савез такође финансира и мушку сениорску репрезентацију, те репрезентације за играче до 18 и до 20 година, као и женску сениорску репрезентацију. Обе сениорске репрезентације тренутно се такмиче у другој дивизији светског првенства. 